# Маргарити, Эльва
Эльва Маргарити (алб. Elva Margariti; род. 14 июня 1980, Тирана) — албанский политический и государственный деятель. Член Социалистической партии Албании. Министр культуры Албании с 17 января 2019 года.

## Биография
Родилась 14 июня 1980 года в Тиране, столице Албании.
В 2004—2005 годах училась в Технологическом университете Тампере (TUT), ныне Университет Тампере (TAU). В 2006 году училась в Университете Тунцзи в Шанхае. В 2008 году окончила архитектурный факультет Флорентийского университета.
С 2009 года сотрудничала с дизайнерскими студиями.
С 2015 года в течение трёх лет работала дидактическим координатором учебной программы «Магистр наук в области архитектуры» и учебной программы «Бакалавр в области гражданского строительства и окружающей среды» в частном католическом университете UNIZKM, который тесно сотрудничает с Флорентийским университетом.
Являлась советником по территории и национальным координатором Комплексной программы развития сельских районов (Программа 100 деревень) при премьер-министре Албании.
17 января 2019 года назначена министром культуры Албании во втором кабинете Рамы, сменила Мирелю Кумбаро в ходе реорганизации кабинета министров после студенческих и антикоррупционных протестов. Сохранила должность в третьем кабинете Рамы. Руководила важными проектами в то время, когда сектор культуры сильно пострадал от землетрясения 26 ноября 2019 года и глобальной пандемии COVID-19.

## Личная жизнь
Имеет дочь.